# Erlach
Erlach (toponimo tedesco; in francese Cerlier) è un comune svizzero di 1 427 abitanti del Canton Berna, nella regione del Seeland (circondario del Seeland); ha lo status di città. Dal 2017 il borgo, grazie alla sua particolare bellezza architettonica, la sua storia e la posizione privilegiata in cui si trova è entrato a far parte dell'associazione "I borghi più belli della Svizzera".

## Geografia fisica
Erlach è affacciata sul Lago di Bienne e comprende una parte dell'isola di San Pietro.

## Storia
Erlach è stata il capoluogo dell'omonimo distretto fino alla sua soppressione nel 2009.
Vi prende il nome un'antica nobile famiglia dall'anno 1196 come nobili vassalli dei conti von Welsch-Neuenburg. La linea di Hindelbank con Hieronymus (1667-1748) acquista il titolo di conte del Sacro Romano Impero,(nel 1712), per sé e per i propri discendenti; molti conti von Erlach furono al servizio della Famiglia Imperiale von Habsburg. Un altro ramo si trasferì in Francia e servì nel Corpo svizzero del Re.

## Monumenti e luoghi d'interesse

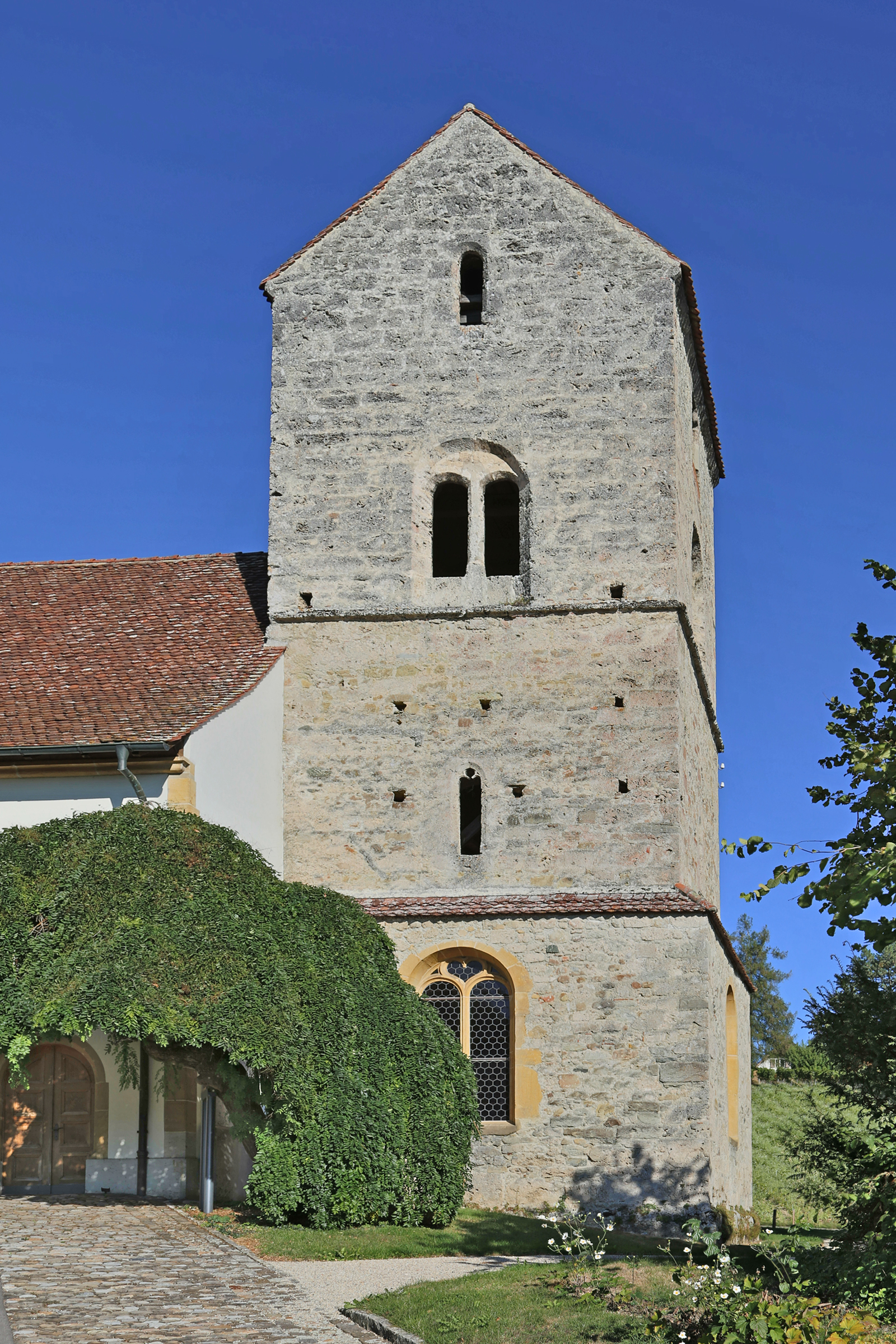
La chiesa riformata di Sunkort

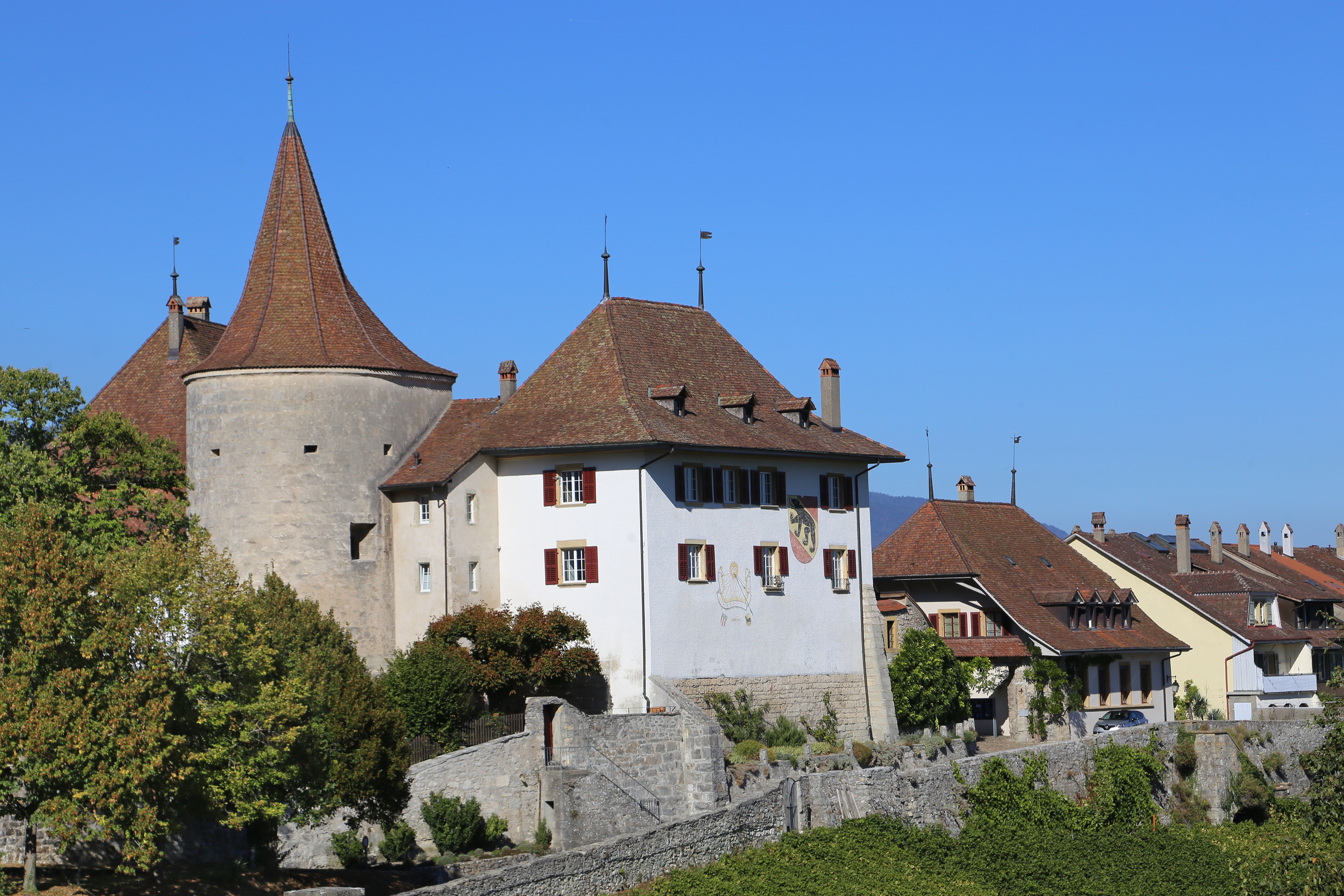
Il castello di Erlach

- Chiesa riformata (già di Sant'Ulrico) di Sunkort, eretta nell'XI secolo e ricostruita nel XV e nel XVII secolo[1];
- Castello di Erlach, eretto nel Medioevo e ricostruito nel 1500 circa[1].

## Società

### Evoluzione demografica
L'evoluzione demografica è riportata nella seguente tabella:
Abitanti censiti

## Amministrazione
Ogni famiglia originaria del luogo fa parte del cosiddetto comune patriziale e ha la responsabilità della manutenzione di ogni bene comune.